# Arber Zeneli
Arber Zeneli (ur. 25 lutego 1995 w Falun) – kosowski piłkarz pochodzenia szwedzkiego grający na pozycji napastnika w IF Elfsborg.

## Życiorys

### Kariera klubowa
Karierę piłkarską zaczynał w młodzieżowych drużynach Hälsinggårdens AIK oraz IF Elfsborg. Po udanym sezonie został włączony do pierwszej drużyny Elfsborga. W sezonie 15/16 został sprzedany do holenderskiego sc Heerenveen za kwotę odstępnego wynoszącą 1,95 mln €.
26 stycznia 2019 podpisał kontrakt z francuskim klubem Stade de Reims, do którego został sprzedany za 4 miliony euro. We wrześniu 2023 przeszedł do tureckiego zespołu Adana Demirspor. 21 marca 2024 powrócił do IF Elfsborg.

### Kariera reprezentacyjna
Dla młodzieżowych reprezentacji Szwecji rozegrał łącznie 34 spotkania (siedem dla U17, siedemnaście dla U19 i dziesięć dla U21) strzelając łącznie 7 goli. W reprezentacji Kosowa zadebiutował 6 października 2016 w meczu z Chorwacją (przegranym 0:6). Do sierpnia 2024 rozegrał w niej 33 spotkania, w których strzelił 9 goli.